# آل راکر
ال راکر (انگلیسی: Al Roker؛ زادهٔ ۲۰ اوت ۱۹۵۴) یک هنرپیشه، و پدیدآور اهل ایالات متحده آمریکا است. وی از سال ۱۹۷۴ میلادی تاکنون مشغول فعالیت بوده‌است.
از فیلم‌ها یا برنامه‌های تلویزیونی که وی در آن نقش داشته است می‌توان به سال بزرگ و ابری با احتمال بارش کوفته قلقلی اشاره کرد.